# Ivo Felix
Ivo Felix (* 4. prosince 1955, Jilemnice) je bývalý český skokan na lyžích, reprezentant Československa.

## Sportovní kariéra
Zúčastnil se olympijských her v Innsbrucku roku 1976, v závodě na středním můstku skončil na dvacátem šestém místě. Na Intersport-turné 1975/76 skončil celkově na 26. místě. Intersport-turné se zúčastňoval až do roku 1979. Nejlépe skončil v jednotlivém závod na 19. místě v roce 1976 v Bischofshofenu. Ve Světovém poháru 1979/80 skončil celkově na 58. místě, nejlepší výsledek dosáhl 5. místem 26. ledna 1980 v Zakopaném.